# قفل البطاقة
القفل الرقمي أو قفل البطاقة بالإنجليزية: (keycard lock) هو قفل يفتح بعد استخدام بطاقة ذكية تعمل عمل المفاتيح العادية، وهي عبارة عن بطاقة بلاستيكية مستطيلة ذات أبعاد مماثلة لتلك الموجودة في بطاقة الائتمان أو رخصة القيادة الأمريكية والاتحاد الأوروبي . وتخزن البطاقة نقشًا ماديًا أو رقميًا تقبله آلية الباب قبل فتح القفل.
هناك عدة أنواع شائعة من البطاقات الرئيسية قيد الاستخدام، بما في ذلك البطاقات الميكانيكية، الباركود ، الشريط المغناطيسي، بطاقات Wiegand التي تحوي على الأسلاك، و البطاقة الذكية (المحتوية على رقاقة إلكترونية للقراءة / الكتابة) ، وبطاقات موجات الراديو RFID .
من المعتاد أن تُستعمل بطاقات المفاتيح في الفنادق كبديل للمفاتيح الميكانيكية.
وقد كان أول استخدام تجاري لبطاقات المفاتيح هو لرفع وإنزال بوابة مواقف السيارات الآلية حيث يدفع المستخدمون رسومًا شهرية. 

## نظرة عامة
تعمل أنظمة بطاقة المفتاح عن طريق تحريك الحواجز فعليا داخل القفل ويتم ذلك عبر طرق منها إدخال البطاقة، أو عن طريق كشف المصابيح على نمط من الثقوب الموجودة في البطاقة والكشف عن النتيجة فإن كانت صحيحة تم فتح القفل، وهناك أيضا طريقة تمرير أو إدخال بطاقة شريطية مغناطيسية، أو في حالة بطاقات موجات الراديو (RFID) فمجرد تقريب البطاقة من جهاز الاستشعار أو القارئ الخاص بالقفل تتم العملية. ومن الممكن أن تعمل بطاقات المفاتيح بمثابة بطاقات هوية (مثال : بطاقة الوصول المشترك الخاصة بوزارة الدفاع الأمريكية) .
وتستعمل العديد من أقفال التحكم في الدخول الإلكترونية واجهة Wiegand لتوصيل آلية تمرير البطاقة على القفل ببقية نظام الإدخال الإلكتروني.
وتستخدم أنظمة بطاقات المفاتيح الحديثة تقنيات التعرف على التردد اللاسلكية (RFID) مثل (TLJ infinity) .   

## أنواع قارئات البطاقات

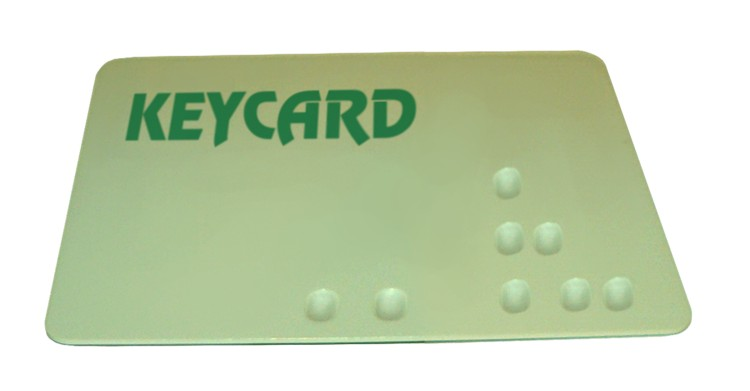
بطاقة مفتاح ميكانيكية ، مع "المطبات" التي تفتح المسامير داخل القفل (على غرار قفل بهلوان دبوس)

### ميكانيكية
تستعمل الأقفال الرقمية الميكانيكية الحواجز الداخلية التي يجب ترتيبها في مواقع محددة مسبقًا بواسطة المفتاح (البطاقة) قبل أن يتحرك الترباس . كان هذا نوعًا من الأقفال الميكانيكية يعمل بواسطة بطاقة بلاستيكية بها نمط من الثقوب، وقد كان هناك 32 موقعًا لمواقع الثقوب المحتملة، مما يوفر حوالي 4.3 مليار مفتاح مختلف، فيمكن بسهولة تغيير المفتاح لكل ضيف جديد عن طريق إدخال قالب مفتاح جديد في القفل والذي يطابق المفتاح الجديد. 
في أوائل الثمانينيات من القرن الماضي، أصبح قفل البطاقات يستعمل المصابيح التي تكشف المطبات على سطح البطاقة فتفتح القفل إذا كانت النتيجة صحيحة.

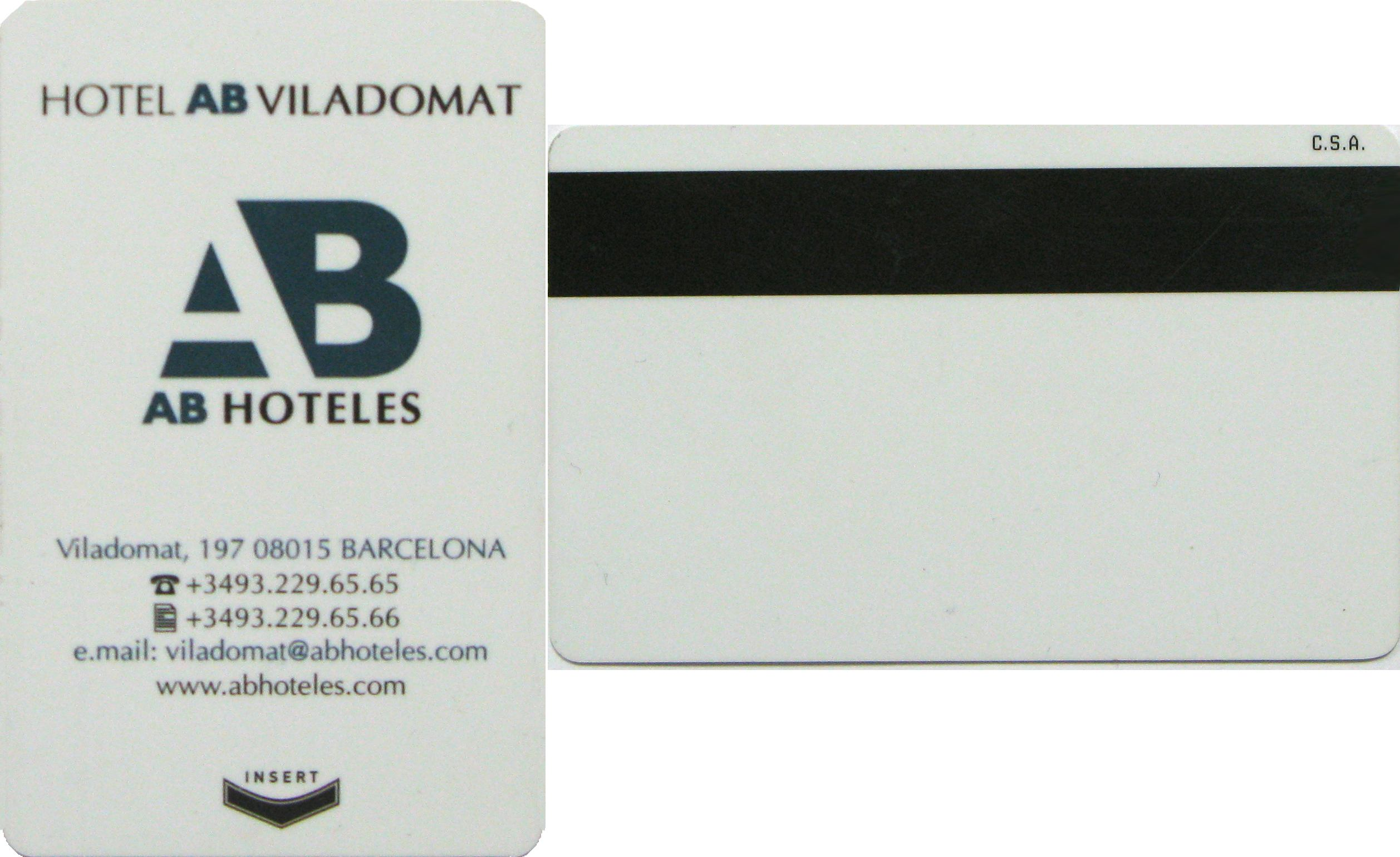
بطاقة مفتاح مع شريط مغناطيسي

### بطاقات ويغان
نظرًا لأن رمز المفاتيح يكون مضبوط أساسا في البطاقة عند تصنيعها بواسطة مواضع الأسلاك المغناطيسية، لا يمكن مسح بطاقات Wiegand بواسطة الحقول المغناطيسية أو إعادة برمجتها مثل بطاقات الشريط الممغنطة. وتستخدم العديد من الأقفال الرقمية واجهة Wiegand لتوصيل آلية تمرير البطاقة ببقية نظام الإدخال الإلكتروني.

### الشريط المغناطيسي
تعمل الأقفال الرقمية على بطاقات المفاتيح القائمة على الشريط المغناطيسي فعبر تمرير الشريط المغناطيسي فوق جهاز استشعار يقرأ محتويات الشريط، تتم مقارنة محتويات الشريط مع تلك المخزنة إما محليا في القفل أو قاعدة بيانات النظام المركزي. وتعمل بعض الأنظمة المركزية باستخدام توصيلات الأسلاك الثابتة بوحدات التحكم المركزية بينما تستخدم أنظمة أخرى ترددات مختلفة من الموجات اللاسلكية للتواصل مع وحدات التحكم المركزية وعمل المقارنة اللازمة. بينما تتمتع بعضها بميزة التحول لأقفال ميكانيكية (تفتح بالمفتاح التقليدي) في حالة فقدان الطاقة.

### موجات الراديو RFID السلبية
تحتوي بطاقات موجات الراديو (RFID) على شريحة صغيرة وحلقة تعريفية يستطيع المرسل الموجود في قارئ البطاقات الوصول إليها وتتمثل المزايا الرئيسية لبطاقات موجات الراديو (RFID) في أنها لا تحتاج إلى إزالتها من المحفظة أو حامل البطاقة - حيث يمكن لقارئ بطاقات المفاتيح قراءتها من بضع بوصات.

## التحكم بالدخول
في حالة القفل الخاص بغرفة الفندق، لا يوجد نظام مركزي ؛ تعمل بطاقة المفتاح والقفل بنفس النمط التقليدي للمفتاح والقفل العادي.
ومع ذلك، إذا تواصلت قارئات البطاقات مع نظام مركزي، فإن النظام هو الذي يفتح الباب، وليس قارئ البطاقات وحده. 
وهذا يسمح لمزيد من السيطرة على الأقفال. مثلا بطاقتك قد تعمل فقط في أيام معينة من الأسبوع أو في وقت محدد من اليوم. يمكن تغيير الأقفال التي يمكن فتحها بواسطة البطاقة في أي وقت فقد يمكن أن تفتح 4 أقفال ثم يتم تغيير صلاحيتها لتفتح قفلا واحد وغالبًا ما يتم الاحتفاظ بسجلات عن البطاقات التي فتحت الأبواب في أي وقت.

## خصوصية
تثير أنظمة المصادقة المحوسبة، مثل بطاقات المفاتيح مخاوف تتعلق بالخصوصية ، لأنها تتيح مراقبة حاسوبية لكل مرة يتم إستعمالها. أصبحت بطاقات موجات الراديو (RFID) وسلاسل المفاتيح (مثل : مفاتيح السيارة) شائعة بشكل متزايد بسبب سهولة ويسر استخدامها.
فقد قام العديد من أصحاب المنازل الحديثة بتركيب أقفال رقمية تستفيد من بطاقات المفاتيح، إلى جانب خيارات مدمجة مثل بصمة الإصبع ورمز التعريف الشخصي (PIN) الخاص بلوحة المفاتيح. وقد قامت المكاتب أيضًا بتثبيت الأقفال الرقمية والتي تتكامل مع بطاقات المفاتيح والتكنولوجيا الحيوية (مثل: بصمة الإصبع). 

## إستعراض للإستخدام في الفنادق
- بطاقة دخول الفندق تُستخدم لتشغيل مفتاح الضوء في الغرفة
- تعليمات مصورة لطريقة استخدام بطاقة مفتاح ذات الشريط الممغنط
- قفل رقمي يتم فتحه عبر تكنولوجيا الشريط المغناطيسي المدمجة بالبطاقة